# Guaporema
Guaporema là một đô thị thuộc bang Paraná, Brasil. Đô thị này có diện tích 200,188 km², dân số năm 2007 là 2251 người, mật độ 11 người/km².